# Liutberto di Magonza
Liutberto di Magonza, noto anche come Liutperto o Ludberto (... – 17 febbraio 889), fu arcivescovo di Magonza dall'863 fino alla sua morte e dall'874 fu anche abate dell'abbazia di Ellwangen. È considerato il primo arcicancelliere del regno di Germania.
Nell'870 l'arcivescovo Liutberto venne nominato arcicappellano da Ludovico II il Germanico, carica che mantenne anche sotto Ludovico III il Giovane fino alla morte di quest'ultimo nell'882. Carlo il Grosso, invece, scelse come proprio arcicappellano Liutvardo di Vercelli. Liutberto inizialmente non accettò il suo allontanamento dalla corte, infatti un documento dell'882 riguardo all'abbazia di Weissenburg si firmò come "arcicappellano", sebbene in quel periodo non lo fosse più. Questa rimozione rese Liutberto un forte oppositore dell'imperatore, infatti Liutberto fu tra coloro che si opposero al piano di Carlo di nominare suo erede il figlio illegittimo Bernardo.
Dagli anni 860 circa, gli Annales Fuldenses vennero continuati da intellettuali della cerchia di Liutberto e dall'882 all'887 la cosiddetta "Continuazione di Magonza" fu redatta sotto la sua supervisione. È stato persino suggerito che il modo in cui vengono raffigurati Liutberto e Liutvardo nella Continuazione di Magonza ricalca il rapporto tra i personaggi di Mardocheo e Aman nel Libro di Ester.
Nell'871 si ribellarono al dominio franco i Moravi e poco dopo i Sorbi stanziati lungo l'Elba seguirono il loro esempio. Così, una spedizione sotto il comando di Liutberto li sconfisse a Waldaha, nei pressi della Moldava.
Durante il suo ultimo decennio, insieme al duca di Franconia Enrico, fu uno dei principali organizzatori della vigorosa e vincente difesa del regno dei Franchi Orientali contro gli attacchi vichinghi. Nell'883 i vichinghi risalirono il Reno e raccolsero un grande bottino. Allora, Liutberto li affrontò e li sconfisse con un piccolo esercito, recuperando il loro bottino e adoperandosi per ricostruzione di Colonia, che era stata danneggia dall'incursione. Alla fine dell'884, i vichinghi attaccarono il regno dei Franchi Occidentali e svernarono a Hesbaye. All'inizio dell'885, in una campagna organizzata da Carlo il Grosso, Liutberto ed Enrico di Franconia sorpresero i vichinghi e li misero in fuga.
All'inizio dell'887, Carlo il Grasso fu costretto a licenziare il suo arcicappellano e arcicancelliere Liutvardo e sostituirlo con Liutberto per volere dell'aristocrazia del regno di Alemannia. Dopo aver riconquistato il più alto incarico, l'atteggiamento di Liutberto nei confronti dell'imperatore migliorò notevolmente e fu in grado di ottenere diverse donazioni in Franconia.